# Mobilidade das mulheres
A mobilidade das mulheres é compreendida como complexa e múltipla, com sequências de deslocamentos curtos com muitas paradas, majoritariamente a pé e de ônibus, pelo fato delas assumirem tarefas de cuidados (atividades reprodutivas e não remuneradas). A mobilidade das mulheres também é limitada por medo de violência de gênero e por cidades feitas para atividades produtivas e masculinas.

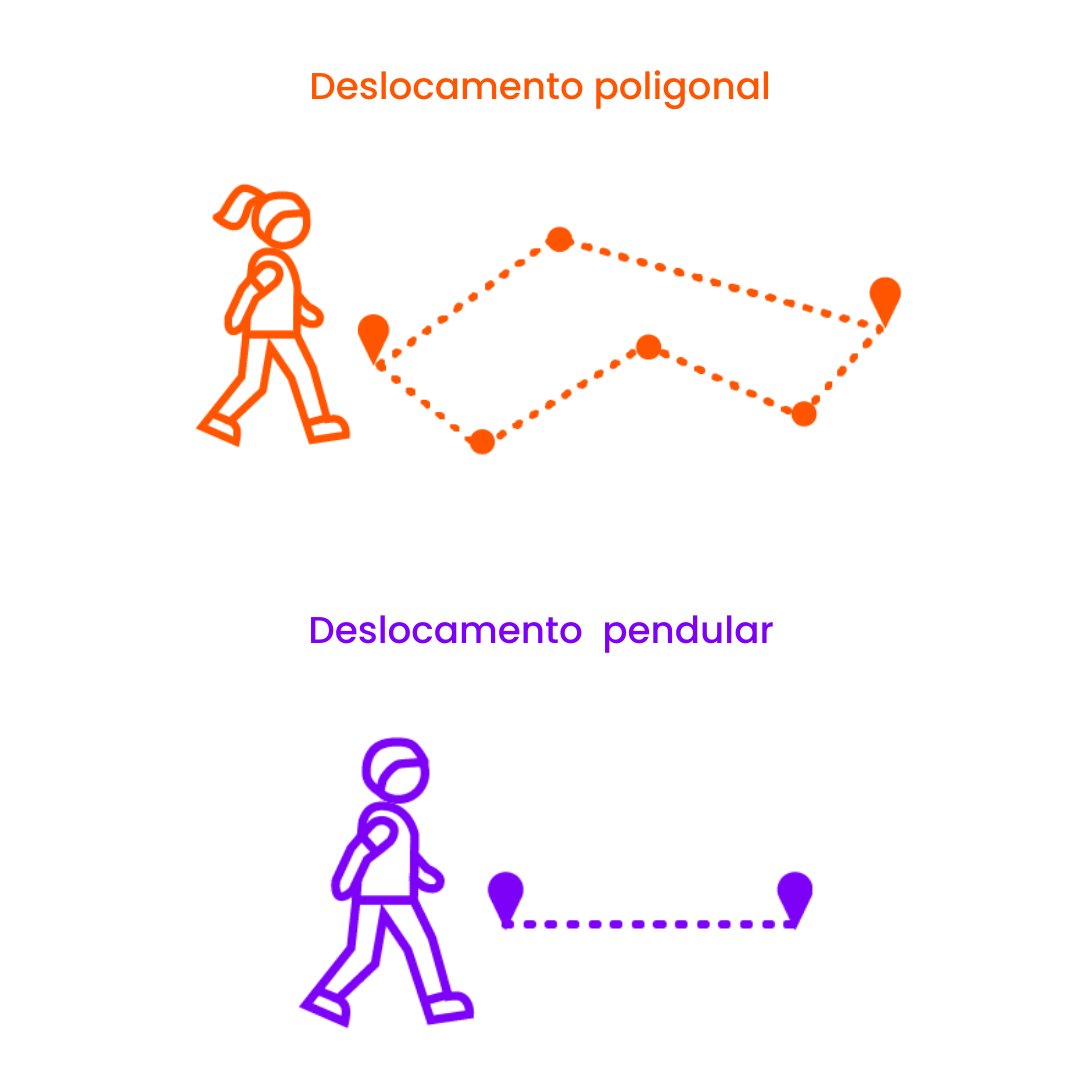
Deslocamento poligonal x deslocamento pendular

Mulheres ainda assumem papéis sociais de cuidado com as outras pessoas e com a casa, tarefas consideradas reprodutivas (trabalho não remunerado) e que muitas vezes são somadas a atividades produtivas, como o trabalho remunerado. Isso faz com que os deslocamentos das mulheres e o seu planejamento sejam muito mais complexos do que os dos homens, já que têm que realizar movimentos sequenciais e gerar uma rede própria de mobilidade, realizando mais trajetos regionais e intra-bairro. As viagens das mulheres são geralmente de tipo poligonal, ligando diferentes percursos para desempenhar funções diversas – da casa à escola, da escola ao trabalho, do trabalho à loja, da loja à escola, da escola à casa -, enquanto as viagens dos homens são geralmente do tipo pendular - da casa ao trabalho, do trabalho à casa.
De acordo com a Política Nacional de Mobilidade Urbana, mobilidade urbana é a condição em que se realizam os deslocamentos no espaço urbano. Assim, o gênero faz com que o padrão de deslocamento das mulheres seja diferente do dos homens visto que, apesar de lidarem com a insegurança, elas são as que mais caminham e as principais usuárias de transporte público.

## Mobilidade das mulheres no Brasil
Mulheres caminham mais do que homens nas cidades brasileiras. Isso foi constatado em estudos sobre pesquisas Origem-Destino de diversas cidades do Brasil, como São Paulo, Curitiba e Salvador.
Em São Paulo, 50% dos deslocamentos de mulheres de famílias com ganhos mensais menores que R$ 1.244,00 são feitos a pé e 28% de ônibus. Em Salvador, as mulheres são maioria nos deslocamentos a pé e por ônibus, enquanto são minoria nos deslocamentos motorizados individuais. Segundo o Plano de Mobilidade de Salvador (2017), na Região Metropolitana da cidade as mulheres realizam mais viagens que os homens - 50,9% em comparação a 49,1% - e a maior parte dos deslocamentos a pé são realizados por mulheres, representando 56,35% destes deslocamentos, enquanto os deslocamentos por transporte individual motorizado, carro e moto têm predominância dos homens. Em Salvador, de todos os deslocamentos a pé feitos na cidade, 56% são realizados por mulheres.
Em Curitiba, 28% das viagens de mulheres são feitas a pé, enquanto esse modo corresponde a apenas 19% dos deslocamentos dos homens. As mulheres também superam os homens no uso de transporte público na cidade, alcançando 29,5% da viagens, contra 21% do homens. Observa-se, então, que 60% dos deslocamentos das mulheres na cidade são realizados por modos mais sustentáveis, a pé e transporte público, enquanto, no caso dos homens, a soma de tais modos chega apenas a 40% das viagens.